# Математички модел
Математички модел подразумева формално математички запис понашања и/или особина посматраног физичког система. Уколико је познат математички модел, значи да у потпуности познајемо понашање и особине физичког система. Често је немогуће израдити апсолутно тачан математички модел, тако да се често приступа одређеним апроксимацијама и занемаривањима мало утицајних особина или утицаја.